# Undekán
Az undekán egy telített szénhidrogén, tizenegy szénatomot tartalmazó alkán. Összegképlete C11H24. Színtelen, gyúlékony folyadék. Vízben nem oldódik, de alkohollal, benzinnel, éterrel elegyedik. Néhány terpentinolajban és a kőolajban fordul elő. 159 szerkezeti izomerje létezik.